# 埃內斯特·赫貝爾特
埃內斯特·赫貝爾特（英語：Ernest Hebert，1941年5月4日—）是一位美國作家，他以「達爾比」（Darby）系列書籍而廣為人知。該系列書籍總共包含5本小說，並在1979年至1990年間陸續出版，而內容則是描述一個位於美國新罕布什爾州的虛構小鎮之現代生活，以及描述該鎮從相對貧窮的農村時期到幾乎是一個高檔郊區之變化。
赫貝爾特在該州的基恩出生，他同時也是達特茅斯學院英文和創意寫作系的教授。

## 著作
- 1979年至1990年：達爾比系列（維京出版社出版）
  - 1979年：The Dogs of March
  - 1982年：A Little More Than Kin
  - 1984年：Whisper My Name
  - 1987年：The Passion of Estelle Jordan
  - 1990年：Live Free or Die（於1993年再次出版）
- 1993年至2007年：以下書籍是由新英格蘭大學出版社出版
  - 1993年：The Kinship
  - 1993年：Mad Boys
  - 2000年：The Old American
  - 2005年：Spoonwood
  - 2007年：New Hampshire Patterns（與攝影師Jon Gilbert Fox共同著作）

## 外部連結
- 埃內斯特·赫貝爾特在達特茅斯學院的網站[永久]